# Järvsö
Järvsö est une localité de Suède dans la commune de Ljusdal située dans le comté de Gävleborg.
Sa population était de 1 519 habitants en 2019.